# Никодинов, Анжела
А́нжела Никоди́нов (англ. Angela Nikodinov; род. 9 мая 1980, Спартанберг) — американская фигуристка-одиночница, неоднократная медалистка чемпионатов США, победитель Чемпионата четырёх континентов 2000 года. Впоследствии тренер по фигурному катанию.

## Карьера
Анжела представляла США на международных соревнованиях по фигурному катанию. Также несколько раз представляла свою страну на чемпионатах мира, континентальных чемпионатах и на соревнованиях серии Гран-при. В национальном чемпионате завоёвывала лишь бронзовые и оловянные медали (в США за 4-е место фигуристы награждаются оловянной медалью). Однако на зимних Олимпийских играх ей выступать не посчастливилось.

## Семья
Является дочерью эмигрантов из Болгарии. Свободно говорит по-болгарски.
В 2005-м году Анжела вместе с семьей попала в автокатастрофу, в которой погибла её мать. После этого она так и не возвратилась в спорт.
В июле 2008 года вышла замуж за болгарского фигуриста Ивана Динева. В мае 2012 года у них родилась дочь Адриана.

## После карьеры
По завершении карьеры Анжела работала некоторое время тренером. Одними из её учеников были Дайсукэ Мураками и муж Иван Динев.

## Спортивные достижения
| Соревнования                      | 1995–96 | 1996–97 | 1997–98 | 1998–99 | 1999–00 | 2000–01 | 2001–02 | 2002–03 | 2003–04 | 2004–05 |
| --------------------------------- | ------- | ------- | ------- | ------- | ------- | ------- | ------- | ------- | ------- | ------- |
| Чемпионаты мира                   |         |         |         | 12      | 9       | 5       |         |         |         |         |
| Чемпионаты четырёх континентов    |         |         |         | 3       | 1       | 2       |         |         | 7       |         |
| Этапы Гран-при: Кубок Китая       |         |         |         |         |         |         |         |         |         | 8       |
| Этапы Гран-при: Кубок Ростелекома |         |         |         |         | 4       |         | 3       |         |         |         |
| Этапы Гран-при: NHK Trophy        |         |         |         | WD      |         | 4       | 4       |         |         |         |
| Этапы Гран-при: Skate America     |         |         | 4       | 3       | 7       | 5       |         |         |         | 1       |
| Этапы Гран-при: Sparkassen Cup    |         |         |         |         |         |         | 3       |         |         |         |
| Finlandia Trophy                  |         |         |         |         |         |         |         |         | 11      |         |
| Мемориал Непела                   |         | 3       |         |         |         |         |         |         |         |         |
| Чемпионат мира среди юниоров      |         |         | 11      |         |         |         |         |         |         |         |
| Чемпионат США                     | 8       | 4       | 5       | 3       | 4       | 3       | 4       | WD      | 5       | WD      |

«WD» — соревнования не завершила.